# Serlupi

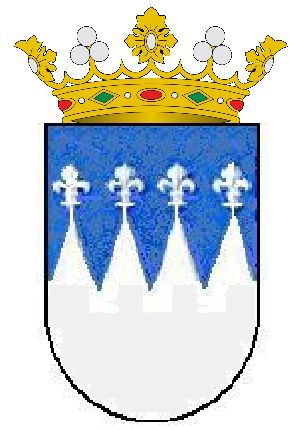
Wapen van Serlupi

De Serlupi zijn een adellijk Italiaans geslacht.
De Serlupi waren erfelijk opperstalmeesters van de pausen.
Markies don Domenico heeft veel aandacht aan de heraldiek van zijn geslacht, de families Serlupi, Crescenzi, Ottoboni en d'Ongran, besteed. Op het internet zijn een groot aantal tekeningen van alliantiewapens en foto's van grafstenen en inscripties gepubliceerd.